# Campeonato Pan-Americano de Handebol Feminino de 2015
O Campeonato Pan-Americano de Handebol Feminino de 2015, foi sediado em Cuba, mais precisamente na cidade de Havana. O torneio serviu para classificar as quatro melhores equipes para o Campeonato Mundial de 2015 na Dinamarca.
A seleção brasileira sagrou-se campeã ao derrotar as cubanas por 26 a 22 na grande final, levantando o seu nono título do torneio.
Brasil como estava classificada para o mundial, por ser a atual campeã, liberou uma vaga a mais para o mundial que foram para: Cuba, Argentina e Porto Rico respectivamente.

## Ligações Externas
- Sitio Oficial